# Tremonti
Tremonti – amerykański zespół wykonujący muzykę z pogranicza rocka i heavy metalu. Powstał w 2011 roku z inicjatywy wokalisty i gitarzysty Marka Tremontiego, znanego z występów w zespołach Creed i Alter Bridge. Skład zespołu współtworzą ponadto gitarzysta Eric Friedman, perkusista Garrett Whitlock oraz basista Wolfgang Van Halen.
Formacja powstała początkowo jako projekt solowy Tremontiego, jednakże ostatecznie została przekształcona w regularny zespół. Debiutancki album projektu zatytułowany All I Was ukazał się 17 lipca 2012 roku nakładem wytwórni muzycznej FRET12. W nagraniach poza Tremontim, który zaśpiewał, zagrał na gitarze elektrycznej i basowej uczestniczyli gitarzysta Eric Friedman i perkusista Garrett Whitlock. Na potrzeby trasy koncertowej skład uzupełnił basista Brian Marshall, jednakże muzyk ostatecznie opuścił grupę jeszcze w 2012 roku. Zastąpił go znany z występów w zespole Van Halen basista – Wolfgang Van Halen, który w zespole był do 2015. Od tego czasu partie basowe w studiu grane są przez Erica Friedmana, a podczas trasy basistą jest Tanner Keegan.

## Dyskografia
| All I Was                   | - Data: 17 lipca 2012 - Wydawca: FRET12            | 29 | 41 | 48 | 43 | 64 | —  | —  | - USA: 12 tys.+ |
| Cauterize                   | - Data: 9 czerwca 2015 - Wydawca: FRET12           | 40 | 23 | 34 | 44 | 15 | 95 | 21 | - USA: 17 tys.+ |
| Dust                        | - Data: 29 kwietnia 2016 - Wydawca: FRET12         | 34 | 16 | 31 | 33 | 27 | 62 | 28 | - USA: 14 tys.+ |
| A Dying Machine             | - Data: 8 czerwca 2018 - Wydawca: Napalm Records   | 57 | 19 | 18 | 14 | —  | —  | 3  |                 |
| Marching In Time            | - Data: 24 września 2021 - Wydawca: Napalm Records |    |    |    |    |    |    |    |                 |
| „–” album nie był notowany. |                                                    |    |    |    |    |    |    |    |                 |

## Teledyski
| Tytuł                 | Rok  | Reżyseria        | Album     |
| --------------------- | ---- | ---------------- | --------- |
| „You Waste Your Time” | 2012 | —                | All I Was |
| „So You're Afraid”    | 2012 | Chuck Brueckmann | All I Was |
| „Wish You Well”       | 2013 | Chuck Brueckmann | All I Was |